# Фауна давньогрецької міфології
У список включені згадки тварин не тільки у власне грецьких міфах, а й в міфах інших народів, що збереглися в античних джерелах і згадують представників фауни. Відомості з байок Езопа не включені.
Незважаючи на багатство міфів про тварин і рослини, в формальну класифікаційну систему в Стародавній Греції вони не склалися.
Згідно з В. В. Івановим мотиви виражаються в такому:
- тимчасові перетворення богів у тварин,
- перетворення богом персонажа в тварину,
- збереження окремих тероморфних рис в образах богів («очі сови» в Афіни, роги і копита у Пана тощо),
- шанування богів в іпостасях тварин і зв'язку з їхніми священними тваринами,
- спеціальні жертви богам,
- епітети богів.

## Тварини «середнього світу»

### Коні
- Аріон.
- Балій і Ксанф.
- Пегас.
- Тараксіпп.
- Троянський кінь.

### Бики і корови
Переможці биків: 
- Геракл переміг Критського бика, але потім випустив.
- Марафонський бик. Убив Андрогея, але був переможений Тесеєм.
- Бик, спустошують Аркадію. Убитий Аргосом (сином Агенора).
- Астерій (Мінотавр) — людина з головою бика, його тіло зображувалося усипаним зірками. Тесей переміг його.
- Ахелой прийняв вигляд бика (спершу бикоголового чоловіка), але Геракл відламав йому ріг.

 Жертви биків: 
- Дикий бик вбиває Ампела.
- До бика була прив'язана Дірке.
- Бик з'явився з моря і налякав коней Іполіта, які розірвали свого господаря.
- Амфітріон метнув дубину в корову, від її рогів дубина рикошетом потрапила в голову Електріона і вбила його.

 Перетворення в бика: 
- Посейдон у вигляді бика опанував Арною.
- Зевс став биком і викрав Європу.
- Зевс став биком, щоб оволодіти Квбелою
- Коровою стала  Іо. Вона дала назву Боспору, перепливши його.
- Зевс (за версією) став биком і опанував коровою Іо.
- Афродіта перетворила жінок Коса в корів.
- У Амафунті жителі приносили в жертву людей Зевсу Ксенію, за що Пропетіди були перетворені Афродітою в корів.
- В Єгипті биком став Гефест.
- Зовнішність корови приймала Местра.
- Бикові уподібнюють Асопа Фліасійського і річки Еврот,  Кефісса, Ерасін і Ерідан. Річку Кефісса зображують як чоловіка з рогами.
- «Волоокою» Гомер називає Геру.

 Одомашнювання бика: 
- На бика вперше надів ярмо Бузіг.
- Сабазія вперше запряг у ярмо биків.
- Першим запряг биків Омогір.
- В Італії вперше запряг биків Евандр (син Гермеса).
- Філомеле першим виготовив візок і запряг биків.
- Вогнедишних биків (халкотаврів), яких викував Гефест для Еета, запряг у ярмо Ясон.

 Вказівка дороги: 
- Корова Пелагонта вела Кадма, який заснував Фіви і приніс її в жертву Афіні.
- Цар Фригії дав Ілу корову. На пагорбі, де вона прилягла, Іл заснував Іліон.
- Бик відокремився від стада і вказав дорогу лігурійці Корсі на острів, названий її ім'ям (Класика).

 Інші сюжети: 
- Бичачий ріг — ріг Амалфеї.
- Гея народила напівбика-напівзмія, якого вбив Бріарей.
- Бик був переможений вовком, і камінь в нього кинула Артеміда. Це знамення про перемогу Даная.
- Дедал виготовив дерев'яну корову для Пасіфаї.
- Еол і Беотія були вигодувані коровою.
- На парі биків Зевс віз зображення своєї нареченої, називаючи його Платея.
- Лепра змагався з Гераклом в поїданні бика.
- Геракл заколов бика, відібравши його у ліндського орача.
- Геракл заколов бика на обід, відібравши його у Феодаманта.
- Джерело Метопах в Аркадії уподібнюють корові.
- Бича кров вважалася отрутою. Її випили Есон, Цар Мідас і Фемістокл.
- Теля зі стада Міноса міняв свій колір. Поліїд порівняв його з шовковицею.
- Дочки Прета уявили себе коровами і довго блукали.
- Прометей першим вбив бика.
- Кілька персонажів на ім'я Тавр.
- Талос іноді іменується биком.
- Імена биків Авгія.
- З шкіри бика був зроблений хутро з вітрами, який Еол дав Одіссею.
- Сузір'ям Волопаса став або Аркад, або Ікарій (батько Ерігона), або Філомеле.
- З коровою імовірно пов'язують ім'я богині Тихе

 За межами Греції: 
- Апіс і Мневіс. Священні бики у єгиптян.
- За допомогою шкури бика Дідона купила землю у Іарбанта.
- Згідно Гелланику, Італія названа на честь бика, що відбився від стада Геракла.
- Бик Паріса став нагородою на похоронних іграх.
- Плем'я таврів і епітет Артеміди Тавропола.

 Жертвопринесення: 
- Бика жертвували Зевсу. Порядок жертв встановив Прометей в Меконії.
- Гіріей приніс в жертву богам бика, в шкуру боги вилили сім'я, і народився Оріон.
- Бика приносили в жертву мухам в святилищі Аполлона Актійського.
- Семеро проти Фів клялися, принісши в жертву бика.
- В Афінах на Буфон приносили в жертву бика Зевсу і судили сокиру.
- За версією, Іфігенію замінили на вівтарі на теля.
- Фегею, брату Форонея, жертвували биків.
- Деметрі Хтон приносили в жертву корів.
- Відома заміна жертви бика на принесення коржів.

 Викрадення корів: 
- Корови Геріона. Червоного кольору. Їх пас Еврітіон, а стеріг Орфр. Безліч сюжетів пов'язано з тим, як Геракл гнав цих корів.
- Корови Геліоса, яких їли супутники Одіссея.
- Корів у Аполлона викрав Гермес.
- Афаретиди і Діоскури викрали стадо биків з Аркадії, а потім посварилися.
- Корів Приама стеріг Местор, якого вбив Ахілл.
- Корів Тесея намагався викрасти з Марафону Пірифой.
- Тафійці викрали з Мікен стадо корів Електріона, яких Амфітріон викупив у Поліксена.

 Відомості про розведення худоби: 
- Відомі імена биків з Кносса.
- Данина в 100 корів щорічно Ергін (син Климена) наклав на фіванців.
- Корів Аїда пас Менет неподалік від Геріонових.
- Волопасом був гігант Алкіона.
- Биків Пітона пас Аполлон.
- Аполлон пас биків троянського царя Лаомедонта.
- Биков пас Триптолем.
- Автолік викрадав корів у Евріта з Евбеї.
- Биків царя Лівії Евріпіла винищував лев.
- Іфідамант (син Антенора) приніс викуп за наречену в сто корів.
- Мелампод отримав стадо корів (спадок Тіро) за те, що зцілив Іфікла (сина Філака). Воно стало приданим для Біанта, який сватався за Перо.
- Стійло для корів Нестора показували в Пілосі.
- Корів Феспія пожирав кіферонський лев.
- Філетій — старший корівник в Одіссея.

### Барани і вівці
Баран може асоціюватися з різними божествами.
 Сюжети про окремих тварин: '
- Крій — баран з золотим руном. Втратив ріг, впустивши Геллу.
- Його батьками були Посейдон, що став бараном, і перетворена в вівцю Феофана.
- Золоте ягня було символом царської влади в Мікенах.
- Мармуровий баран стояв на могилі Фієста.
- Є розповідь, що Зевс кастрував барана і кинув його яєчка Кібелі.
- Розповідь про Гермеса і барана передають в таїнствах Матері богів.
- Баран в Індії показав воду Діонісу і став сузір'ям Овна.
- З крутими рогами зображався Аммон лівійський.
- Пан, полюбивши Селену, став білим бараном і захопив її в гай.
- Кріофор («несе барана») — епітет Гермеса.
- Посейдон виховувався разом з вівцями.

 Сюжети про вівчарство: 
- Антагор з Коса — пастух овець, який переміг Геракла в боротьбі.
- В Аргосі вівці пов'язані зі священним гаєм царя Агенора.
- Зовнішність овечого пастуха в «Одіссеї» приймає Афіна.
- Овець пасла Дріопа.
- Овець (за версією) пас Евмолп.
- Овець пас Фагр.
- Кістковим мозком овець харчувався Астіанакт.
- Овечі стада муз пасуться на Офрийській горі.
- Хітон з шкур овець винайшов Пелазга.
- Телегон викрадав овець з отари Одіссея.
- Самосці поклонялися вівці.
- Аргонавти стали викрадати овець Насамони в Лівії, що охоронялися пастухом Кефаліоном.
- Еанта перебив стадо баранів, прийнявши їх за ахейців.
- По тлумаченню, вівці з руном золотистого кольору були у Атланта (або Геспера).

 Жертвопринесення: 
- Баран пов'язаний з Афродітою[1].
- Барана приносили в жертву герою Гесіхію.
- Євмел (син Евгнота) приносив барана в жертву Аполлону.
- Афіняни приносять барана в жертву Конніду, вихователю Тесея.
- Чорних баранів приносив в жертву Одіссей.
- Зевсу Міліхію приносили в жертву барана.
- Білу вівцю приносили в жертву Пандорі.
- Чорного барана приносили в жертву Пелопу.

### Козли і кози
Козел особливо пов'язаний з Паном, але також з Зевсом, Діонісом і іншими богами.
- Амалфея. Коза (або господиня кози), народила двох козенят. Козячим молоком годували Зевса на Криті.
- Ега («коза») вигодувала Зевса в Ахаї. Годувальницю Зевса називають козою. Відомий епітет Зевса Егіоха.
- Егіпан — або син Зевса і кози або молочний брат Зевса, син кози.
- Коза вигодувала Філакіда і Філандрі, синів Аполлона і Акакалліди.
- Коза годувала в Епідаврі немовля Асклепія.
- Коза (Ега) вигодувала Егісфа.
- Егіда — назва щита Афіни.
- Екс (козел) — син Пітона, який поховав його.
- Коза вказувала шлях Архелаю (синові Темена), який заснував Еги в Македонії (за іншою версією, стадо кіз вказувало шлях Карану або Пердикку).
- Кіз вішали на честь Амеліта Гекаергі у Фтіотіді.
- Коза — середня частина Химери.
- Зевс перетворив на козеня немовлям Діоніса.
- Діоніс став козлом, коли втік до Єгипту.
- Пан в Єгипті став козлом або напівкозлом-напіврибою.
- Єгипетського бога-козла Мендеса античні автори ототожнювали з Паном.
- Діоніс в цапиній шкурі з'явився позаду Ксанфа (сина Птолемея).
- Три Лівійські героїні носили шкіряний одяг і з'явилися Афіні при її народженні.
- Прокріда використовувала сечовий міхур кози, щоб зцілити Міноса.
- Сатири були покриті козячим хутром.
- Козел, що поїдає виноград, допоміг пастуху Стафілу винайти вино.
- Астакід — козопас з Криту.
- Козопаси зловили Каллісто і її сина і виховали Аркада.
- Козопасом були Смікрон і Бранхам.
- Козопасом був Меланфій.
- Афродіта дала жінкам Лемноса цапиний запах.
- Ортігій переконував Клініса принести в жертву Аполлону кіз.

### Віслюки
- Віслюки поміщені на небо, так як допомогли Діонісу у війні з гігантами.
- Віслюк Діоніса вбив Пріап після змагання.
- Силен їздив на віслюку.
- Віслюк пов'язаний з Елевсинськими містеріями.
- Тифон (тобто Сет) 7 днів рятувався втечею на віслюку.
- Віслюк посвячений у Єгипті Тифону.
- Аполлон зробив вуха Мідаса віслючими.
- Осел передав засіб від старості змії в обмін на воду.

 Жертвопринесення: 
- У Лампсаці ослів приносили в жертву Пріапу.
- У Карманії ослів приносили в жертву Аресу.
- Гіпербореї приносять в жертву Аполлону Гекатомбу ослів.
- Клініс з Вавилона хотів принести в жертву Аполлону ослів.

### Свині
Свині пов'язані з Деметрою і культом родючості.
 Небезпечні кабани: 
- Кроміонська свиня. Убита Тесеєм.
- Ерімантський вепр. Переможений Гераклом
- Калідонський вепр. Убив кількох героїв, включаючи Анкея (сина Лікурга).
- Анкей (син Посейдона) убитий вепром на Самосі.
- Кабана (або вепрів) в колісницю Адмета запряг Аполлон.
- Кабан, який убив Адоніса. За деякими версіями (Птолемей Гефестіон), цим кабаном став або Аполлон, або Еріманф (син Аполлона).
- Кабан, який убив Аттіса в Лідії.
- Кабан (за версією), вбив Гіанта.
- Атіс — аркадській герой, убитий вепром.
- Кабан в землях маріандінів вбив Ідмона, кабана вбив Ідас.
- Дикого кабана в Лікії вбив Беллерофонт.

 Перетворення: 
- Кірка перетворила в свиней супутників Одіссея, а також Калха.
- Свині годували Габіда з Тартесса.
- За однією версією, Зевса в Ліктеї вигодувала свиня.
- Вепр з'явився на горі Птой і налякав Лето.
- Голова кабана — на щиті Тідея (або він одягнений в шкуру кабана).
- В «Іліаді» описаний шолом з іклами кабана.
- Свинопас Евмей в «Одіссеї».
- Знамення зі свинею вказало Асканію на основу Альба-Лонгі.
- Свиня хотіла зрівнятися красою з Афіною, її ім'ям названо Гіамполь.
- Свині зіпсували вино Стафа.
- До свинопаса Тіррени бігла Лавінія.

 Жертви: 
- Свинопас Евбул пов'язаний з культом Деметри. На Тесмофорії свиней скидають в мегарон.
- Триптолем приніс свиню в жертву Деметрі.
- Фоант з Посидонії присвятив убитого кабана собі, і голова погубила його.
- Афродіта Кастнієтида приймала в жертву свиней.
- Над розрізаними частинами кабана в Олімпії приносили клятву дотримуватися правил змагань.
- Над частинами кабана Геракл обмінявся клятвами з дітьми Нелея.
- Свиню приносили в жертву Юноні монету, а супоросую свиню — Церері і Теллусу.

### Невизначена худоба
- Сатир відбирав худобу у жителів Аркадії і був убитий Аргосом Паноптом.

### Собаки
Собаки пов'язані особливо з Аполлоном.
 Перетворення: 
- Сицилійський бог Адран мав вигляд собаки.
- Псом (або ведмедем) став бог Кріміс в Сицилії, батько Акеста.
- Аполлон став собакою, і дочка Антенора народила йому сина Тельмісса.
- У собаку перетворилася Гекаба, втративши синів.
- Сцилла стала наполовину собакою.
- За версією, собаки Актеона стали тельхінами.
- Тіло собаки було у Сфінги.
- На собаку схожа Емпуса.

 Жертви собак: 
- Актеон.
- За аргосською версією, Лін розірваний собаками Кротопа.
- Фасія на Делосі з'їли собаки.
- Собаки фессалійца Кіаніппа розтерзали його дружину Левконію.
- Труп Меланфія кинутий собакам.
- Тіла дітей Кресфонта кинуті на розтерзання собакам.
- Еон (син Лікімнія) в Спарті вбив каменем собаку, через що сам загинув.

- Молоком собаки був вигодуваний Асклепій.
- За версією, Зевса вигодувала собака.
- За версією, Паріса вигодувала собака.

- 12 псів Артеміда отримала в подарунок від Пана.
- У Геракла була двоголова собака (Кербер).
- Собака зіграла роль у поєдинку Гіпероха і Фемія.
- У Спарті Аполлон Карней протегував собакам.
- Аполлон вкрадений собаками після народження, але повернутий Лето. Його називають Кінеєм.
- Золотий Кербер роботи Гефеста. Його викрав Пандерей.
- З Кіносаргом (святилищем Геракла в Афінах) пов'язували пророцтво про білого собаку.
- Один з псів Кирени переміг в похоронних іграх по Пелію.
- На собачому полюванні загинув Міунт.
- Собака Оресфея народила шматок дерева, з якого виріс виноград.
- Пес Оріона, можливо, на ім'я Сіріус, став сузір'ям.
- Ім'я Кандавл інтерпретується як «вбивця пса»

 Жертвопринесення: 
- Собак приносили в жертву Гекаті, а також богині Ейліонеї в Аргосі.
- Цуценят приносили в жертву Аресові Еніалію.
- Чорну собаку жертвували богу Енодію в Колофоні.

#### Імена собак
- Собаки Актеона
- Арг (пес) (Аргос) — відданий пес Одіссея.
- Гарпалік — персонаж, згаданий Алкманом поруч з Меламподом. Мабуть, пес.
- Касторіди — порода собак, вихованих Кастором, дар Аполлона.
- Кербер.
- Кербер — пес царя молоссів Аідонея.
- Лелап — пес Кефала.
- Мелампод — пес Актеона, спартанської породи
- Мера — пес Ерігона.
- Орфр.
- Сіагр — пес Ахілла, що виріс на Пеліоні.

### Вовки
Вовки, як і собаки, особливо пов'язані з Аполлоном.
 Перетворення: 
- У вовка був перетворений Лікаон, який запропонував Зевсу людське м'ясо.
- Лето стала вовчицею і прийшла з Гіпербореї на Делос.
- Аполлон став вовком при шлюбі з Киреною.
- Аполлон в образі вовка вбив тельхінів на Родосі.
- Посейдон перетворив на вовків женихів Феофани.
- У вовка перетворювався олімпійський переможець Дамарх.

 Вовчиці-годувальниці: 
- Вовчиці вигодували Мілета (сина Аполлона).
- Вовчиця вигодувала близнюків, народжених рабинею Тархетією, царя альбанів.

 Інші мотиви: 
- Вовчу шкуру надягає Долон.
- Перемога вовка над биком стала знаменням про передачу царської влади Данаю.
- З епітетом Аполлона Лікійського пов'язана легенда про позбавлення від вовків.
- Вовки допомагали Лето по дорозі, і вона назвала Лікію на їхню честь.
- Під час потопу люди врятувалися на Парнасі, слідуючи за вовками, і назвали місто Лікореєю (див. Міфи Фокиде).
- Вовк, посланий Псамафом, з'їв стадо, яке Пелей запропонував Іру (синові Актора) як викуп, і перетворився в скелю.
- У Візантії в різдвяне свято відтворювалися танці воїнів у вовчих шкурах.
- Згідно сучасним ученим, Давн — іллірійською означає вовк.
- З вовками пов'язані грецькі назви Лікаонії і луканів.

### Ведмеді
Ведмеді асоціюються з Артемідою і частково з Зевсом.
 Перетворення: 
- Псом (або ведмедем) став бог Кріміс в Сицилії, батько Акеста.
- Гера або Зевс перетворили Каллісто (Мегісто або Фініку) в ведмедицю, пізніше вона стала сузір'ям Великої Ведмедиці (або Малої).
- За критським міфом, годувальниці Зевса стали ведмедицями, щоб сховатися від Кроноса. Геліка з Криту, годувальниця Зевса, стала сузір'ям Велика Ведмедиця, а німфа Кіносура — Мала Ведмедиця.
- Від слова ведмідь походять назви зірок Арктофілак або Арктур.

- Ведмедиця вигодувала Паріса.
- Ведмедиця вигодувала Аталанту на горі Парфеній в Аркадії.
- У Фракії Поліфонта народила від ведмедя синів Агрія і Орея.
- Свято Артеміди Бравронії пов'язаний з перевдяганням у ведмедиць.
- По Евфоріону, Іфігенію приносили в жертву в Бравроні, але її замінили на ведмедицю.

### Леви

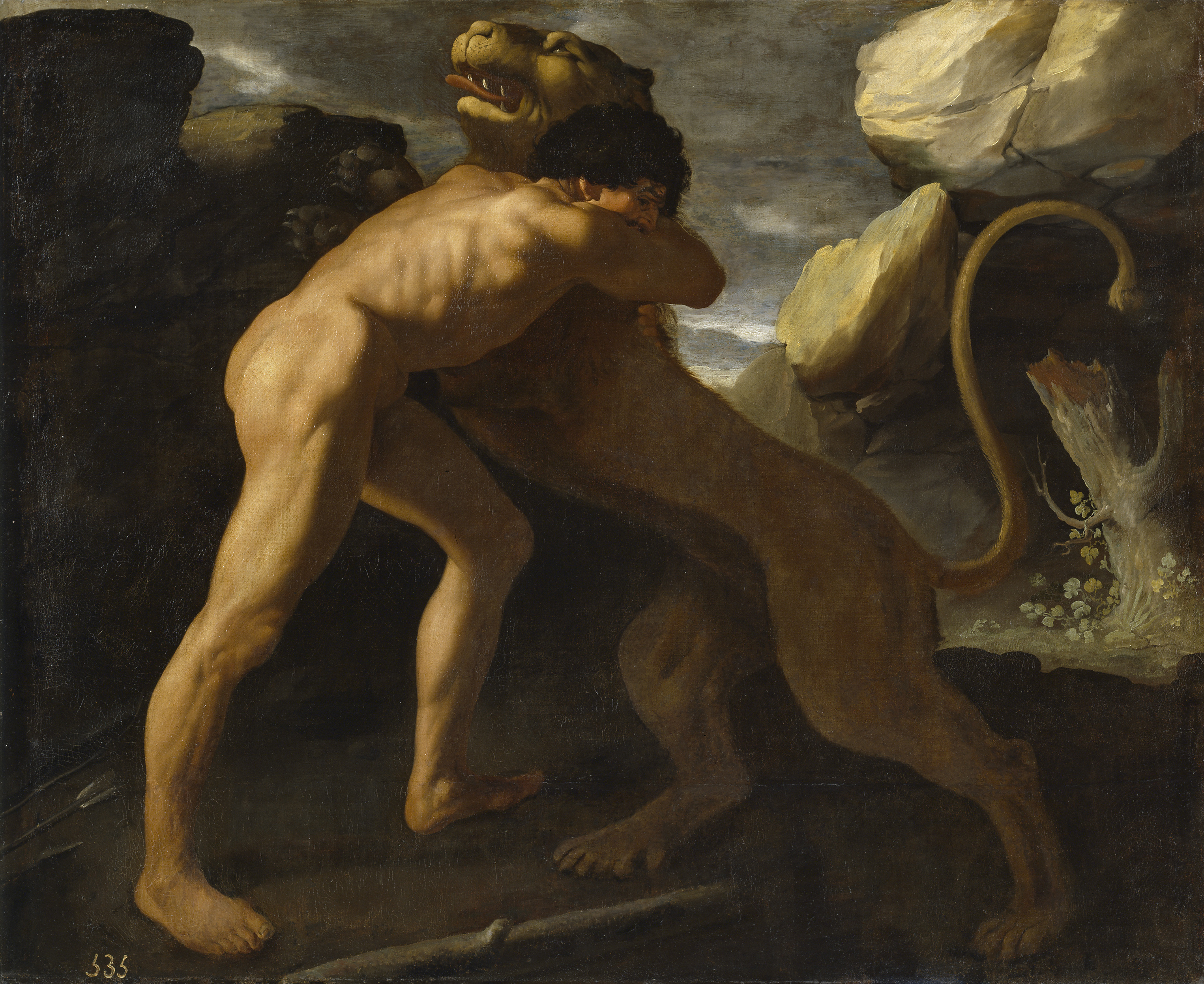
Сурбаран. «Немейський лев»

Леви виступають як небезпечні противники героїв. Також лева пов'язують з жіночими божествами, в тому числі з Артемідою.
Небезпечні леви:
- Немейський лев. Убитий Гераклом, який носив його шкуру.
- Кіферонський лев убив Евіппа (сина Мегарея). Лева вбив Алкафой (син Пелопа) або Геракл.
- Геліконський лев. Згадується Птолемеєм Гефестіоном.
- Лев — передня частина Химери.
- Лівійська левиця (за версією) вбила Гіанта.
- Лев з Лівії винищував биків царя Евріпіла. Його вбила лучниця Кирена.
- Левиця на полюванні вбила Мермера (сина Ясона).
- Філій, закоханий в Кікна (сина Аполлона), забив лева.
- Левиця вбила Фалека, тирана Амбракії.
- Лівійський цар Феродамант годував своїх левів м'ясом чужинців.

 Перетворення: 
- На лева перетворювався Аполлон.
- Левами стали Меланіон (Гіппомен) і Аталанта. Кібела запрягла їх в свою колісницю.
- Левами (за Птолемеєм Гефестіоном) стали Кадм і Гармонія.
- Левами (за версією) стали курети.

- Лев вигнав з Парнасу корікійських німф.
- За лева був прийнятий Пенфей.
- Аполлон запряг левів до воза Адмета.
- На щиті Полініка голова лева (або він одягнений в левову шкуру).
- Геракл присвятив статую лева в храм Артеміди в Фівах.
- Була статуя Гипноса, що присипляє лева.
- Розповідь про жреця Кібели і лева був популярний серед авторів елегій.
- «Левом» називався закон царя Лесбосу Макарея.
- Наложниця Мелеса, царя Сард, народила лева.
- Левові ворота в Мікенах побудували циклопи.
- Фобос зображувався з головою лева.
- У наступному житті (за Платоном) Еанта Теламонід став левом.

### Леопарди

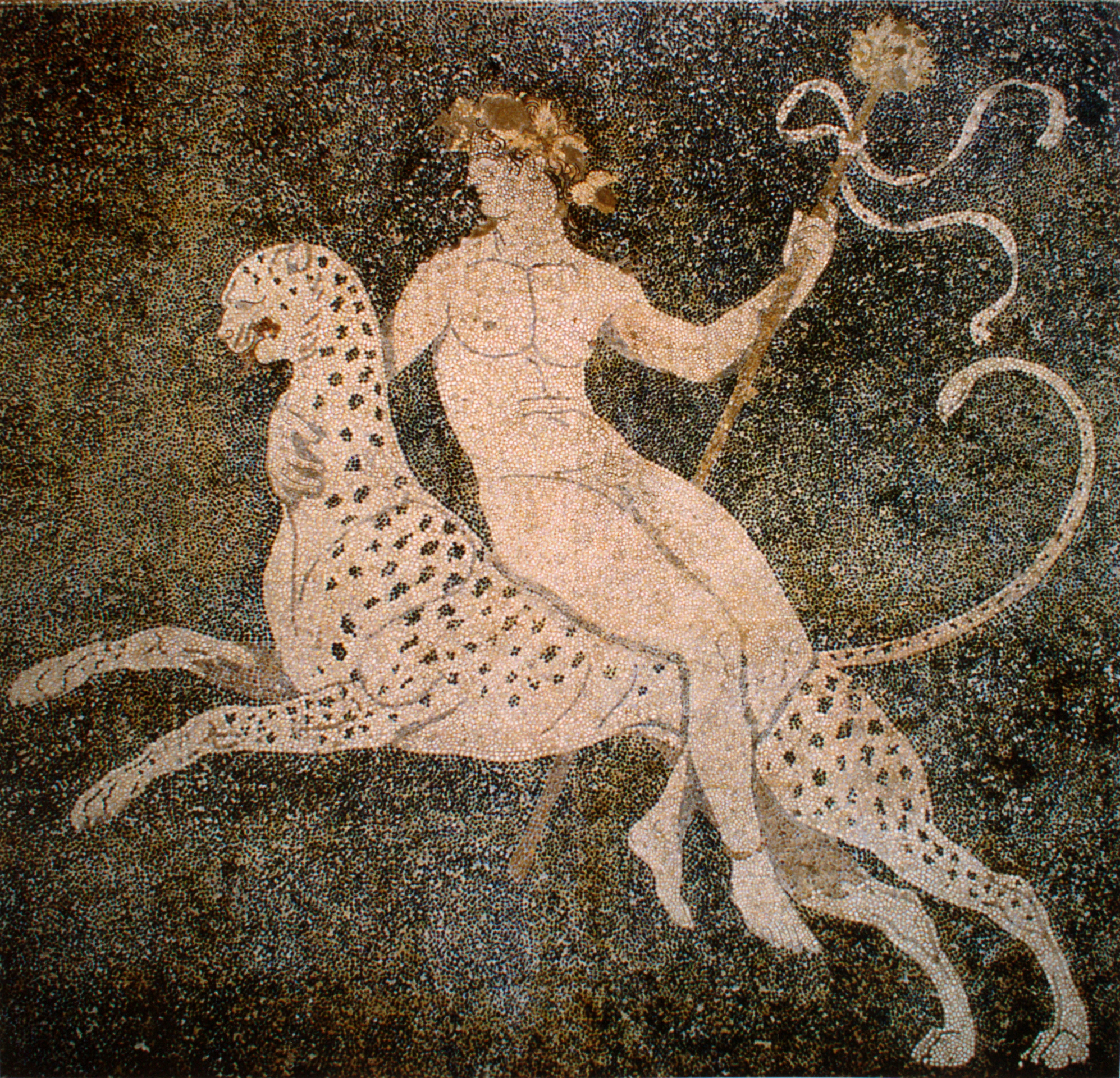
Діоніс верхом на леопарді.
Антична мозаїка

- Леопарди запряжені в колісницю Діоніса
- За версією Оппіана, леопардами стали сестри Семели.
- У шкуру леопарда одягнений Менелай в «Іліаді».
- Шкура леопарда — умовний знак, який врятував Антенора.

### Пантера
- На неї полював Кіхір і випадково вбив Анфіппу.
- За версією, пантери на Родопі розтерзали фракійця Лікурга.

### Тигри
- Шкура тигра як атрибут Діоніса.
- Їх посилає Діоніс, і вони вбивають кількох воїнів (в VII книзі «Фіваїди» Стація).

### Олені та лані
Лані стійко пов'язані з Артемідою.
Перетворення:
- На оленя перетворився Актеон.

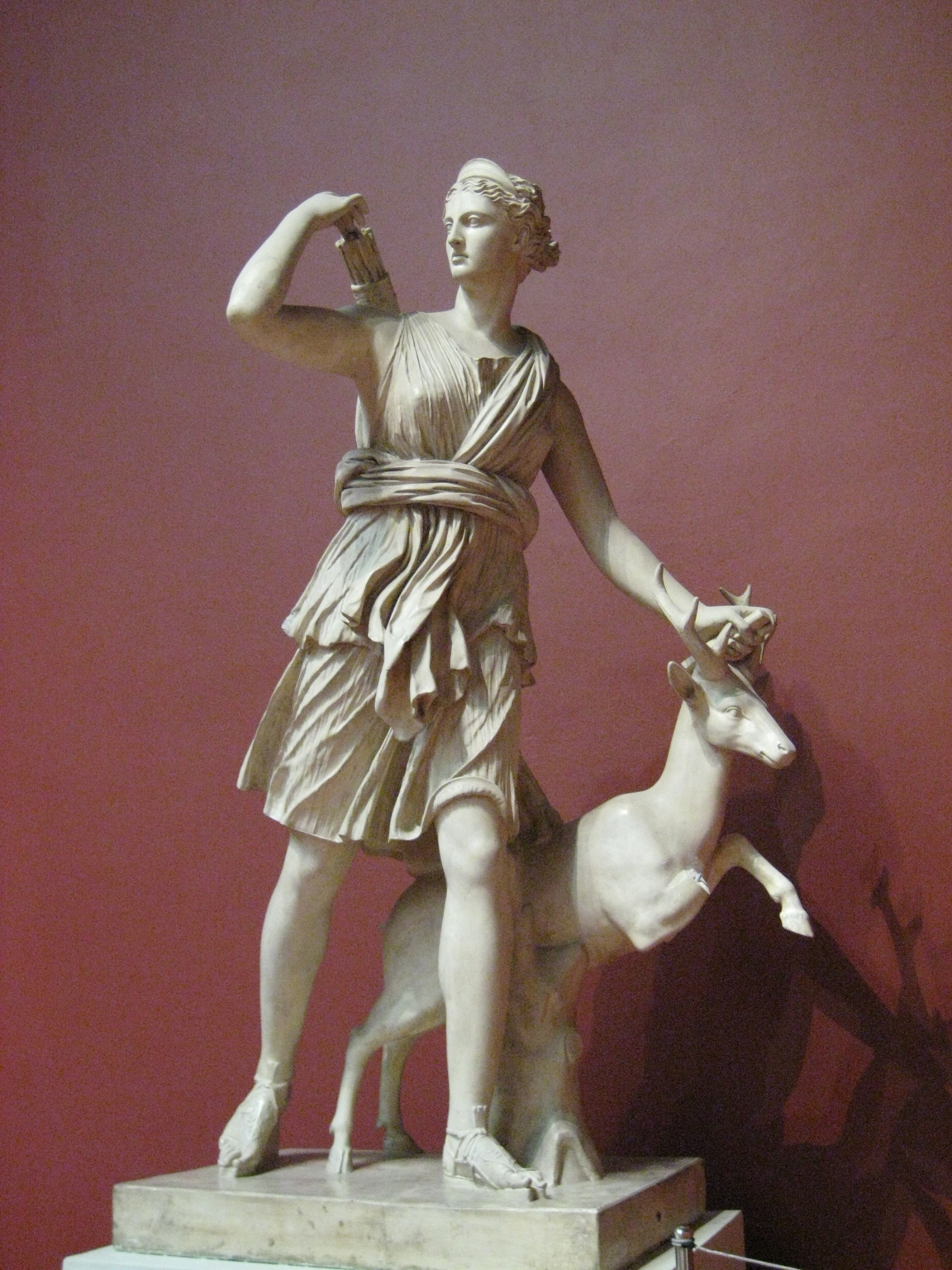
Артеміда з ланню — так звана «Діана Версальська»

- Ланню стала Артеміда, щоб погубити алоадів.
- Арга — мисливиця, перетворена Геліосом в лань.
- На лань Артеміда перетворила Тайгету.
- На лань перетворена Кос, дочка Меропа.
- Зовнішність оленя приймала Местра.
- Коли боги бігли до Єгипту, Геракл став оленем.

- Лань вигодувала Телефа.
- Лань вигодувала Габіда з Тартесса.
- Хірон годував Ахілла кістковим мозком оленів.
- Годувальницю Артеміди звали Елафіон.

- Афамант убив із лука Леархаа, прийнявши його за оленя.
- Сарон переслідував лань, що втекла в море, і потонув.
- Лань Артеміди вбив Агамемнон.
- Лань Деспіноя, спіймана в Аркадії при Агапенорі.
- Кипарис (або Сільван) випадково вбив оленя, присвяченого німфам.
- Керінейська лань. Жила на горі Артемісія в Аркадії.
- Чотирьох ланей запрягла у свою колісницю Артеміда.
- Вівтар на Делосі побудований з рогів кінфійських ланей, убитих Артемідою.
- Ланей годують Амнісіади з Криту.
- Асканій на полюванні вбив оленя.

### Зайці
Міфів про зайців по суті немає, вони згадуються лише як об'єкт полювання.
- На зайця полював Оріон з псом.
- Заєць став сузір'ям.
- На них полював Адоніс.
- На них полюють Артеміда і Аполлон.
- На них полював Бранхам.
- Зайця воскресив з допомогою трави Главк Морський.

### Лисиці
- Тевмеська лисиця.
- Басаріди — в одязі з лисячих шкур.
- Лисиця була знаком для месенців при розподілі землі.

### Інші тварини
- Кішка. В Єгипті Артеміда стала кішкою.
- Ласка. На неї перетворилася Галанфіда.
- Мавпи.
  - Зевс перетворив на них керкопів.
  - Після смерті Терсит став мавпою (за Платоном).
- Рись. У неї Деметра перетворила Лінка, царя Скіфії.
- Слони. Згадані у Нонна Панополітанського в описі індійського походу Діоніса.

## Тварини «нижнього світу»

### Змії і дракони

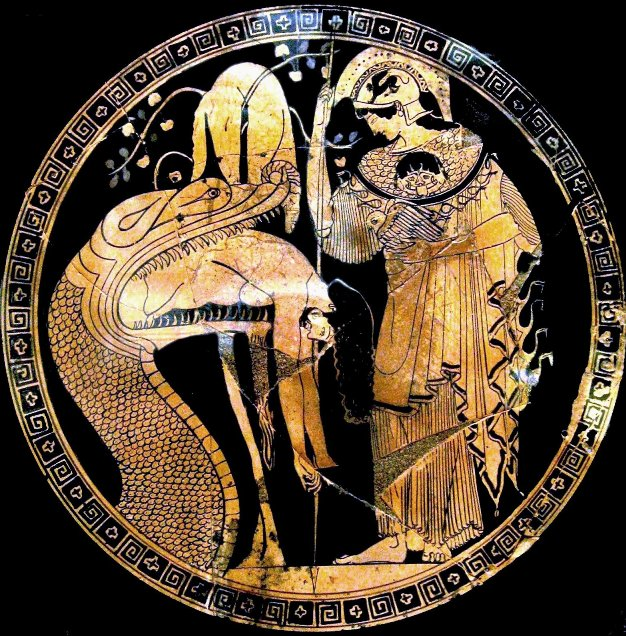
Золоте руно в пащі колдхідського дракона </ center>

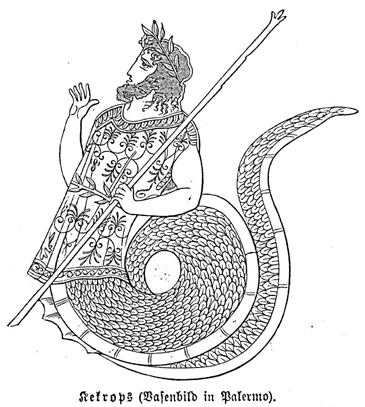
Кекроп </ center>

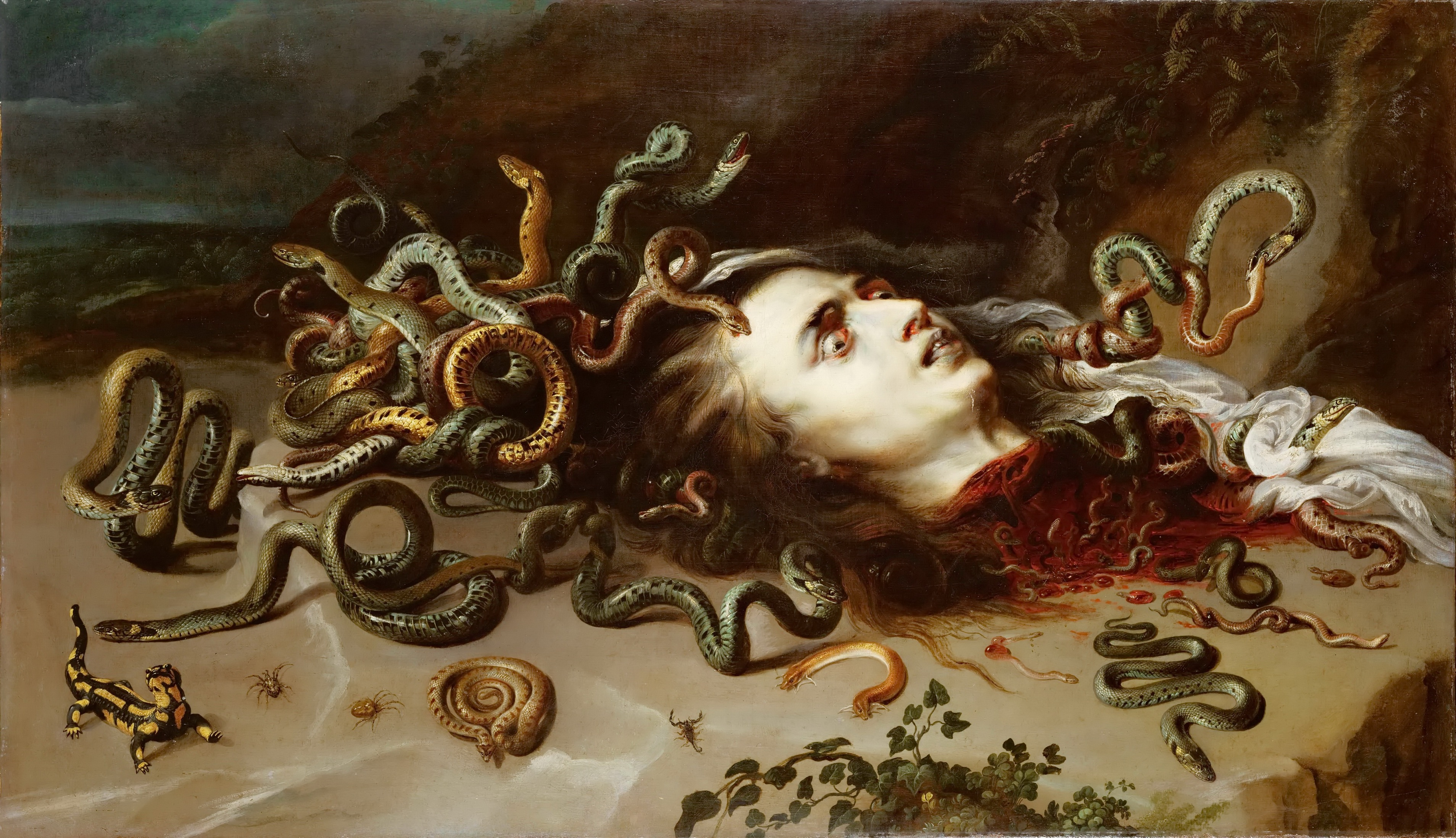
Рубенс. «Медуза» : з крові вбитого чудовиська народжуються змії </ center>

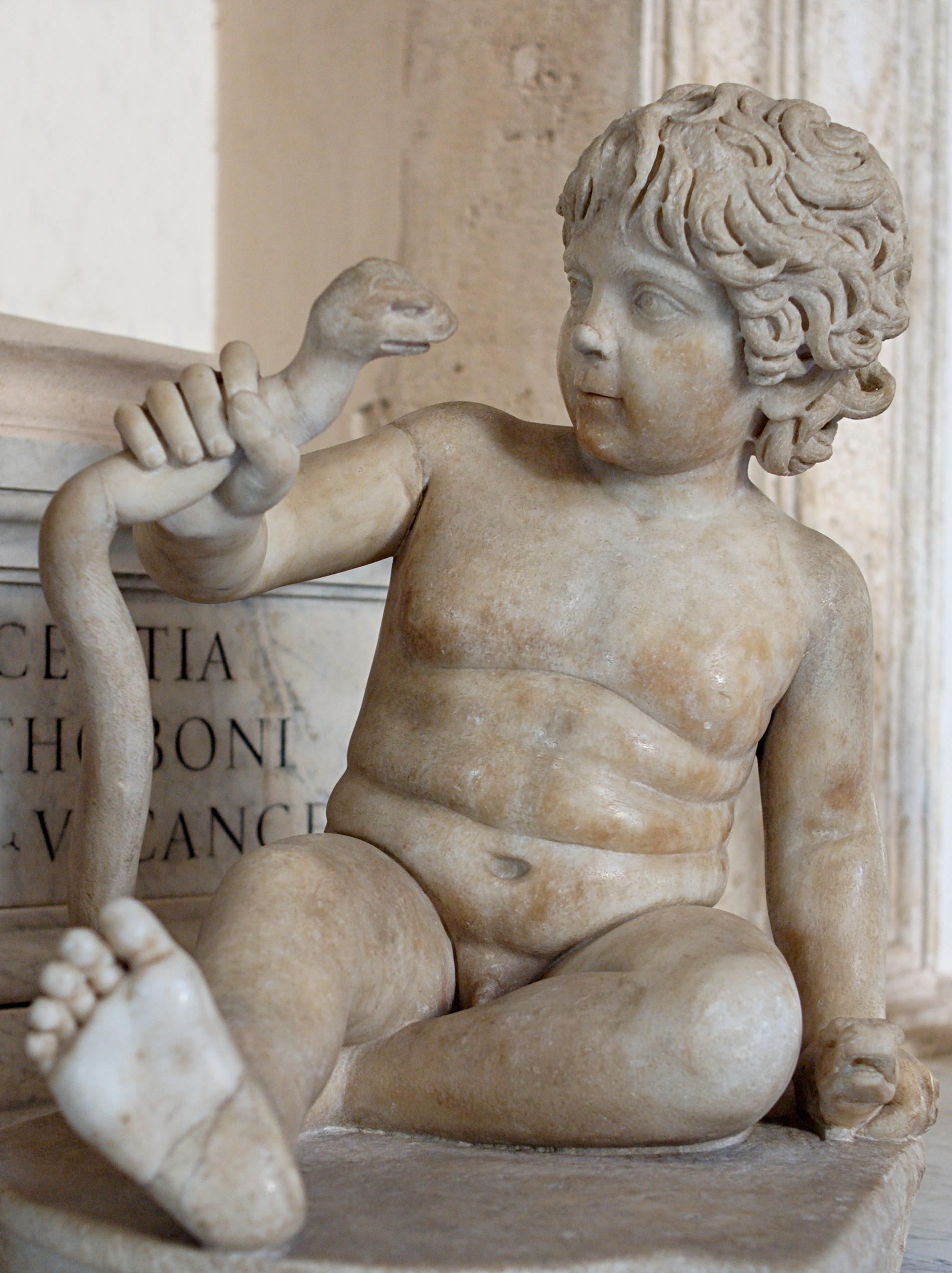
Немовля Геракл, що душить змій.
Антична статуя </ center>

Дракон — як правило, синонім слову змій (грец. Офіс) (не обов'язково крилатий). Ставлення до змій в давньогрецькій міфології досить суперечливо. Незважаючи на численні змієборчі сюжети, є приклади позитивного ставлення до змій і їх культу. Існує концепція, що це позитивне ставлення (сильне, наприклад, в Аттиці) — спадщина догрецького етнічного субстрату.
Дракайна — дракон жіночої статі, часто з людськими частинами тіла.
 Перетворення: 
- Немовля Зевс став драконом, щоб сховатися від Кроноса.
- Зевс став змієм і опанував Реєю, породивши Афілу.
- У вигляді змія Зевс спокусив Деметру.
- У вигляді змія Зевс спокусив Персефону, і народилися Загрей і Меліноя.
- Асклепій був подібний до дракону, в його храмі жили священні змії.
- Ахелоя приймав образ рогатої змія, борючись з Гераклом[3].
- У старості Кадм і Гармонія в Іллірії стали драконами.
- Аполлон став змієм, коли Дриопа зачала від нього Амфіссаа.
- Від Аполлона у вигляді дракона Атія народила Октавіана Цезаря.
- Кіхрей з'явився у вигляді дракона під час Саламинської битви.
- Герой, що перетворився з змії в людини, був родоначальником племені офіогенів поблизу Парія (див. Троада в давньогрецькій міфології).
- У Елее поклонялися народженому Илифия хлопчикові-дракону Сосіполіду (див. Міфи Еліди).

 Наполовину змії: 
- Дівчина-змія у скіфів. Народила від Геракла Агафірса і Гелона. За іншим розповіді, дівчина-змія народила від Зевса Скіфа.
- У скіфів Гора, мати КОЛАКСа — з тілом, прикрашеним двома зміями (див. Скіфія і Кавказ в давньогрецькій міфології).
- Еріхтонія (царя Афін) зображували у вигляді напівлюдини-напівзмія.
- Кекроп (син Геї) зображується у вигляді змія або «двоприроднє» (з тілом людини і дракона).
- З зміїними хвостами замість ніг зображувався Борей.
- Один з корибантов став «двосущим» змієм по волі Деметри.
- Ехидна — напівдіва-напівзмія.

 Частково змії: 
- Волосся перетворені в змій у Антігони (дочки Лаомедонта).
- У Тифон а було 100 драконівських голів.
- Нижні кінцівки гігантів переходили в тіла драконів.
- Змієволосе чудовисько Кампа (див. Аїд).
- У Кербера хвіст дракона і голови змій на спині.
- Ерінній зображували з волоссям у вигляді змій.
- Лернейська гідра. Описується як багатоголова змія або тварина зі зміїними головами.
- Афіна перетворила на гідр (змій) волосся Горгони Медуси.

 Походження змій: 
- Змії з'явилися з крові титанів.
- Отруйні змії з'явилися з крові Медуси.
- Змії на Лемносе походять від гіганта Міманта.

 Зв'язок змій з проріканням: 
- Тиресий наступив на змій, що спаровувалися, і став жінкою.
- Поліїд дізнався від змій про траву, за допомогою якої воскресив Главку.
- Мелампод вигодував зміїних дитинчат і став розуміти мову птахів.
- Змії облизали очі і вуха Гелену і Кассандру, навчивши їх проріканню.
- Два змія оберігали немовляти Иама.
- Три змія заповзли на стіну Трої, що було знаменням (див. Еак).
- Дракон з'їв пташенят, що витлумачив Калхант.

 Жертви змій: 
- Дочки Кекропа Герса і Аглавра відкрили скриньку з Еріхтоній, але були задушені перебувала там змією або в божевіллі кинулися вниз зі скелі.
- Змія вкусила німфу Геспером, кохану Есакія.
- Еврідіка (дружина Орфея), рятувалася від Аристея, була укушена змією.
- Еврілох (син Іона) був з'їдений зміями (див. Міфи Фессалії).
- Іокаста (син Еола) укушений змією (Міфи Італії).
- Юнак Киферон відкинув любов Ерін Тисифона і загинув від жала змії.
- Дракони, що виповзли з моря, вбили Лаокоонта і його дітей. Їх імена  'прочуханки'  і  'Харібея' [4].
- Мопс (син Ампік) в Африці помер від укусу змії.
- Муніти помер від укусу поблизу Олинфа.
- Орест помер від укусу змії в Аркадії.
- Офельта.
- Тіл, лідійський герой, укушений змієм (див. Мала Азія в давньогрецькій міфології).
- Тріоп (цар Фессалії) убитий драконом, став сузір'ям Змієносця.
- Змія Сепсі вбила епіт (сина Елатею).
- Змія в Лівії вбила (за версією) Гіанта.
- Змія в Лівії (за версією) вбила Ідмонаа.
- Цар гетів Карнабон вбив одного з драконів Триптолема, за що був покараний (див. Фракія).
- Филоктет а вкусила водяна змія, і він багато років страждав від рани.
- Гера отруїла води Егіни зміями, і померли майже всі жителі.

- В Аїді змії прив'язують Алоади, Тесея і Піріфоя до трону, а також Иксиона до колеса.
- В Аїді змій поїдає печінку Тітія.

 Переможці змій і драконів: 

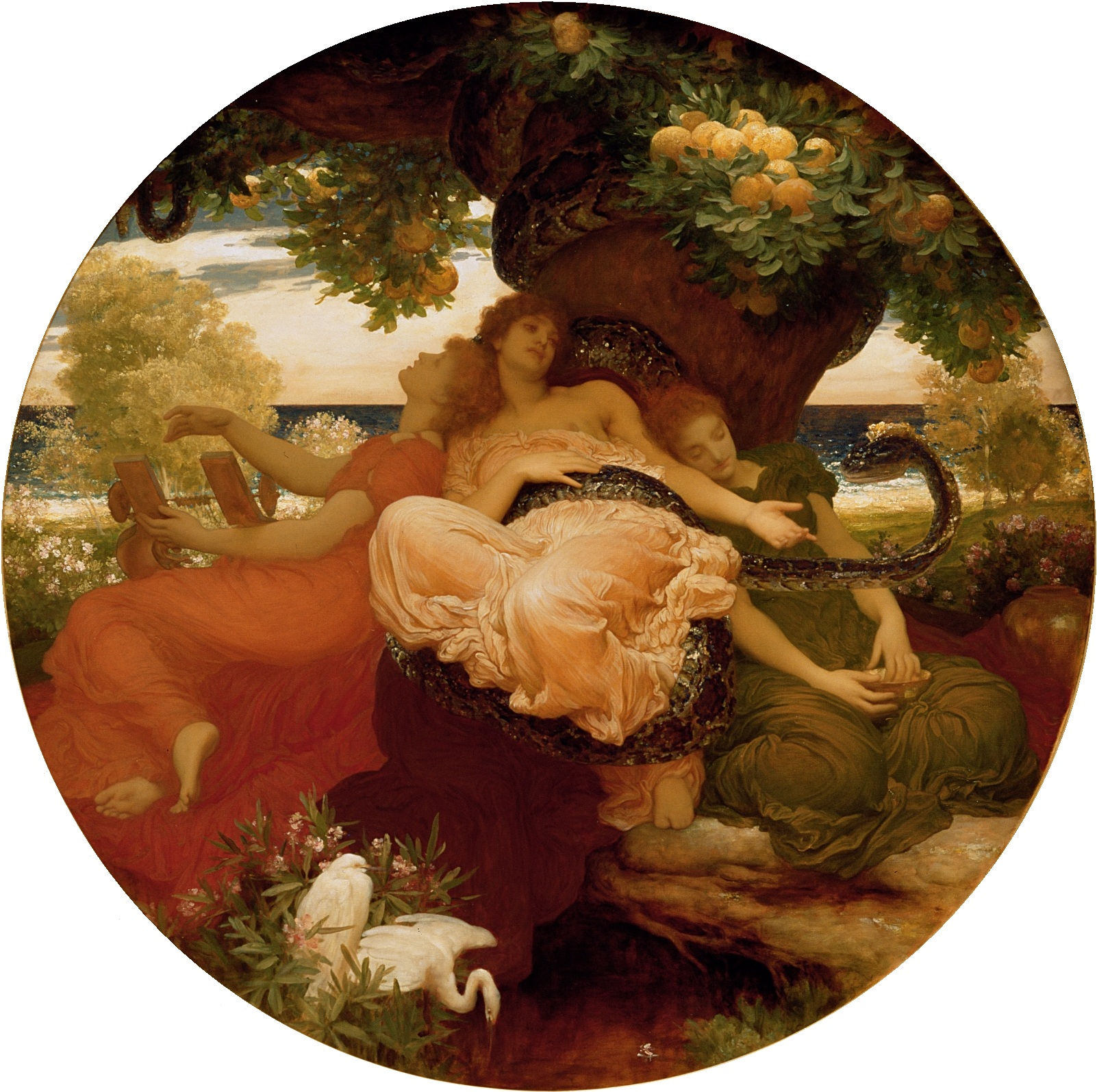
Ф.Лайтон. «Сад Гесперид»: змій Ладон охороняє яблука </ center>

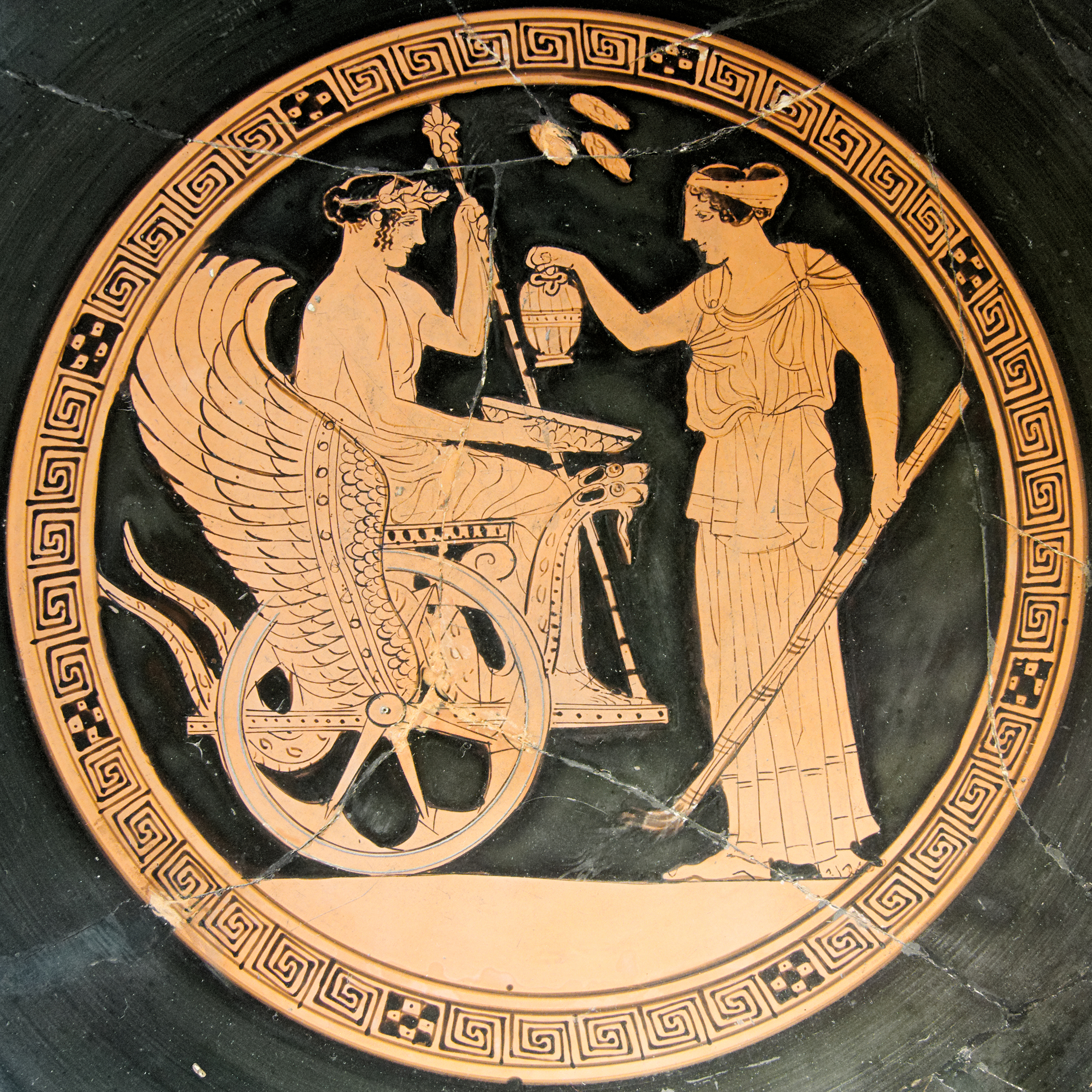
Колісниця Триптолема, запряжена зміями </ center>

- Аполлон. Убив з лука дракона Пітон а в Дельфах. По ряду авторів, в Дельфах жила дракониця Дельфіна (або дракон Дельфіновий).
- Афіна. Під час гігантомахії перемогла дракона і закинула його на небо.
- Геракл.
  - Переміг дракона  'Ладона' , який охороняв яблука Гесперид за наказом Гери (одинадцятий подвиг). (Пор. Сюжет зі змієм-спокусником у дерева з яблуками в Едемському саду)
  - Переміг  'Лернейську гідру'  (другий подвиг).
  - Геракл задушив змія біля річки сагаріс в Лідії.
  - Ще в дитинстві задушив двох змій, які були надіслані до колиска Герой, щоб його вбити.
- Кадм. Убив кам'яною брилою в Фівах вбив його супутників дракона касталийский джерела, сина Ареса. З його зубів виросли спарти.
- Ясон. Переміг дракона у колхов (його називали  'Колхіс' ), убивши його (або приспавши його зіллям Медеї).
- Діомед (син Тідея). Убив колхидського дракона на острові феаків.
- Менестрат з Феспії. Погубив дракона, запропонувавши себе в жертву замість свого коханого (див. Міфи Беотии).
- Амфіарай (або Адраст) вбив змія, який убив Офельта а.
- Кіхрей. Убив на Саламіні величезного змія та вигодував його дитинча.
- Еврілох. Вигнав з Саламина змію Кіхріду, яка оселилася в Елевсині.
- Форбант (син Тріопа). Винищив змій і дракона на Родосі.
- Алкон з Криту убив дракона, який погрожував його синові.
- Невідомий по імені герой з Амфікліа убив дракона, який охороняв його сина (див. Міфи Фокиде).
- Медея звільнила від змій місто Абсоріду.
- Дамасом з Лідії — змееборец, який убив ворога стовбуром дерева.

 Також: 
- Бріарей убив жахливого полубика-напівзмія.
- Дракон — задня частина Химери, убитої Беллерофонтом.
- Дельфіна — драконіца, сторож викрадені Тифоном сухожилля Зевса.

 Інші сюжети: 
- Дракони були запряжені в колісницю Триптолем а, подаровану Деметрой. Їх невдало намагався запрягти Антей (Міфи Ахайя).
- Схоже на Триптолема зображувався Бонус Евентус (на колісниці, запряженій драконами).
- Медея літала на колісниці, запряженій драконами.
- Змій був провідником у Антиниючи, дочки Кефея (Міфи Аркадії).
- Змія обвила дитини Іллірія.
- Дракон виповз між Авгой і Телеф ом, коли та хотіла вбити сина.
- Італійських племен марсів захищено від укусів змій. Вони поклонялися богині змій Ангіціі.
- Клитемнестре снилося, що вона народила змія, який вкусив її.
- Дракон був зображений на щиті Менелая.
- Мінос випускав при зляганні змій, скорпіонів і сколопендр.
- Гекаба побачила уві сні, що народжує факел зі зміями (див. Паріс).
- Піравсти — дракони з Кіпру (див. Кіпр в давньогрецькій міфології).
- Змії з священного гаю Аполлона в Епірі — нащадки Пітона.
- Талос (учень Дедала) розпиляв дерево щелепою змії.
- У орфиков Хронос іменується драконом.
- Від якогось змія рятувався Елефенор.
- Водяний змія стала сузір'ям, коли її приніс ворон в чаші.
- Парей (неотруйна змія). Коли її бачили, закликали Сабазія.
- У сатиричних драми Софокл а «Глухі» (фр.363 Радт) була викладена історія, що люди отримали від Зевса засіб від старості і нав'ючили його на осла, але той обміняв його на воду, яку охороняла змія.

### Черепахи
- Нею стала німфа Хелона («черепаха»).
- З неї Гермес зробив ліру, яку подарував Амфіону.
- Їй став Аполлон, коли полюбив Дриопа.
- Черепаха пожирала тих, кого Скірон скидав зі скелі.
- Черепаха зображувалася на монетах Егіни.

### Миші
- Вважалися народженими з землі[5].
- Аполлон наслав на поля Троади мишей, які перегризли тятиви у ворожих луків. Крініс спорудив храм Аполлону Смінфею.
- З мишами боровся Тевкр (син Скамандра).
- За мишею ганявся Главк (син Міноса).
- Молорх боровся з мишами.

### Інші тварини «нижнього світу»
- Жаба. Темний знайшов на вівтарі жабу і отримав за жеребом Аргос.
- Землерийка. Їй стала Summer в Єгипті.
- Краби. Рак або краб (Каркін) допомагав Лернейській гідрі і став сузір'ям.
- Крокодил. Священному крокодилу Суху поклонялися в Єгипті.
- Крот. Пов'язаний з Асклепием, його святилище було в формі нори крота[6].
- Жаби. Літо перетворила в них жителів Лікії, які відмовили їй у воді.
- Черви. Черв'яків, підточують виноградну лозу, винищив Геракл, за це еріфрейци шанують його як Іпоктона.
- Енхель («водяні змії»[7] або «угри») — назва іллірійського племені енхелейців (див. Балкани в давньогрецькій міфології).
- Плямиста ящірка. У неї Деметра перетворила Аскалаф.

Також до нижнього світу, мабуть, відносяться:
- Чудовисько Пена.
- Чудовисько Сібаріда (Ламія).

### Дельфіни
- У них Діоніс перетворив тірренських піратів.
- Дельфін знайшов приховувати Амфітріту і став сузір'ям.
- Аполлон перетворювався в дельфіна, і його називають Дельфіновий.
- Посейдон став дельфіном і опанував Меланфіей (див. Міфи Фессалії).
- Тритона зображували з хвостом дельфіна.
- Зображення дельфінів були у статуї Деметри з головою коня.
- Дельфін переніс Мелікертаа (Палемона) на Истм.
- Фетида плавала на дельфіні.
- На щиті Одіссея був зображений дельфін.
- Дельфіни врятували Еналиа.

### Водні тварини
- Акула. Тлеполем пригостив Тесея м'ясом родоської колючої акули.
- Рибою кірідой (Губанов) стала Скилла (дочка Ніса). Ряд авторів помилково називають кіріду птахом.
- Кето (кит).
  - Чудовисько, яке хотіло з'їсти Андромеду. Персей перетворив його в камінь. Він став сузір'ям Кита.
  - Чудовисько, яке хотіло з'їсти Гесиону. Його вбив Геракл.
  - З китами пов'язаний Бріарей.
  - «Кіт» — у Вергілія назву корабля Мнесфея.
- Креветки. Місто Карід («креветки») заснував Макар, врятувався від потопу (див. Мала Азія в давньогрецькій міфології).
- В рибу лепідот перетворився Арес в Єгипті.
- Мурена, риби-веретена і Галена народжені Рибою і спокоєм.
- Восьминіг. Виніс з моря камінь для Еналиа.
- Помпи (риба).
  - Аполлон перетворив в неї рибалки помпи (див. Міфи островів Егейського моря).
  - Рибак Епопей з'їв помпилов, і його за це проковтнуло чудовисько (див. Міфи островів Егейського моря).
- Скат. Списом з наконечником у вигляді шипа ромбових ската Телегон убив Одіссея.
- Тритон (тварина). У Танагре була легенда, як його перемогли за допомогою Діоніса (див. Африка в давньогрецькій міфології).
- Тунець. Посейдон пригостив їм Зевса, коли той народжував Діоніса.
- Тюлені.
  - Псамафа звернулася в тюленя, рятуючись від Еака.
  - У тюленя Аполлон перетворив якогось онука Кефісса (Аттика).
  - Ім'я Фок («тюлень») носили Фок (син Орнітіона) і Фок (син Еака).
  - За версією Птолемея Гефестіона, Фетида перетворилася в тюленя і вбила Олену.

Різні риби:
- Пологи риб народжені ТАЛАССО від Понта.
- Риба, яка врятувала Атаргатис, стала сузір'ям Південної Риби. Її породження — сузір'ям Риб.
- Або Афродіта і Ерот стали рибами, або їм допомогли риби. Вони стали сузір'ям Риб.
- Риби з'їли Іхтія, сина Атаргатіди.
- Рибою стала Немесида, рятуючись від Зевса.
- Сама Деркето стала рибою.
- Або сузір'ям Південної Риби стала риба, яка допомогла Исиде.
- Океанида еврінома зображувалася з нижньою частиною тіла як у риби.
- Фетиду зображували з нижньою частиною тіла як у риби.
- За солону рибу Лакій, засновник Фаселіди, купив землю у Кілабра (див. Мала Азія в давньогрецькій міфології).
- Талос (учень Дедала) винайшов пилку, наслідуючи хребту риби.
- Геліос перетворив в рибу німфу з острова ноза в Еритрейські море, яка перетворювала юнаків в риб (див. Близький Схід в давньогрецькій міфології).

- З рибальськими мережами пов'язана брітомартіда.
- На риболовлі був втоплений Паламед.